# Перри, Ричард
Ричард Ван Перри (англ. Richard Van Perry; 18 июня 1942, Бруклин, Нью-Йорк — 24 декабря 2024, Лос-Анджелес, Калифорния) — американский музыкальный продюсер, получивший известность в 1970-е годы. К 1982 году он спродюсировал более 12 золотых пластинок. С 1978 по 1983 год он управлял собственным звукозаписывающим лейблом, Planet Records, который выпустил серию хитов группы The Pointer Sisters. После продажи Planet компании RCA Records Перри продолжил свою работу в музыкальной индустрии в качестве независимого продюсера. Его успешные современные релизы охватывают период с 1960-х по 2000-е годы, включая альбомы Рода Стюарта и Карли Саймон. Семикратный номинант премии «Грэмми».
Родился в Бруклине в еврейской семье. Его родители — Сильвия Перри (урождённая Хайкин, 1919—2016), из семьи уроженцев Нежина, пианистка и преподаватель музыки, и Мэк Перри (при рождении Перец, 1914—1985), из семьи уроженцев Заболотова, химик, — в 1945 году основали компанию Peripole, Inc., первую в своём роде фирму, специализирующуюся на производстве музыкальных инструментов для начального музыкального образования. В семье росло четверо сыновей.
Перри умер 24 декабря 2024 года в больнице Лос-Анджелеса в возрасте 82 лет.
Был женат на актрисе Ребекке Брусард (1987). В 2009—2017 годах жил в гражданском браке с актрисой Джейн Фондой.